# Aeneasrat
De aeneasrat (Marmosa murina) is een klein buideldier uit de familie van de opossums (Didelphidae). De wetenschappelijke naam van de soort werd als Didelphis murina in 1758 gepubliceerd door Carl Linnaeus. De soort komt voor in Zuid-Amerika. Het is een van de kleinste buideldieren van de Nieuwe Wereld. Hij dankt zijn naam aan de manier waarop het moederdier haar jongen op de rug draagt, vergelijkbaar met de manier waarop de Trojaanse held Aeneas volgens de legende zijn vader droeg.

## Beschrijving
De aeneasrat is een kleine buidelrat. Hij heeft een korte, fluweelachtige vacht, die licht gelig tot grijzig bruin van kleur is. De buik is roomwit van kleur en rond de ogen bevindt zich een zwart masker. De grijpstaart is kaal, met uitzondering van de wortel.
De aeneasrat wordt 11 tot 14,5 centimeter lang en 15 tot 45 gram zwaar. De staart is vaak langer dan de rest van het lichaam, zo'n 13,5 tot 21 centimeter.

## Verspreiding
De aeneasrat komt enkel voor in het noorden van Zuid-Amerika, in Colombia, Venezuela, de Guyana's, Brazilië, het oosten van Ecuador en Peru, Oost-Bolivia en Trinidad en Tobago. Hij leeft in tropische regenwouden, vooral in de dichte struik- of kruidlaag. Ook komt hij voor in vegetatie in de buurt van rivieren en beken. Hij kan zich aanpassen aan de nabijheid van de mens, en is te vinden in plantages, boomgaarden en nabij menselijke nederzettingen. Hij is vooral algemeen in drassige, verstoorde gebieden, zoals gebieden die worden gedomineerd door Heliconia. Hij komt voor tot op een hoogte van 1300 meter.

## Leefwijze
De aeneasrat is een goede klimmer en leeft voornamelijk in de bomen, alhoewel hij ook regelmatig op de grond aangetroffen kan worden. Overdag rust hij in hoog in de boom, in een boomholte, een dichte takkenbos, een verlaten vogelnest of in een tros bananen. Hij komt na zonsondergang tevoorschijn. De aeneasrat eet voornamelijk insecten en andere kleine dieren als spinnen, hagedissen, kleine en jonge vogeltjes, aangevuld met eieren en vruchten. Hij vindt vaak zijn water in bromeliaplanten; uit deze waterreservoirs vist hij ook verdronken of verdrinkende insecten. Bij gevaar spreidt hij zijn bek open.

### Voortplanting
De aeneasrat leeft solitair. Het vrouwtje duldt alleen een mannetje in haar buurt als zij in oestrus is. De paring kan meerdere uren duren.
De draagtijd duurt ongeveer twaalf à dertien dagen. De aeneasrat krijgt vijf tot acht (gemiddeld 5,8) jongen, die zestig tot tachtig dagen worden gezoogd. Het vrouwtje heeft slechts een rudimentaire buidel. De jongen worden hierdoor vrij aan de buik gedragen; ze klemmen zich na de geboorte om de tepels van de moeder. Na acht weken, als de ogen open zijn, klimmen de jongen naar de rug. Met hun grijpstaarten houden ze zich vast aan moeders rug. Het vrouwtje legt ook een nest aan. Het nestmateriaal draagt ze met haar grijpstaart. De jongen worden gespeend als ze 12 gram wegen.